# Club Bowie
| Оценки критиков                   | Оценки критиков |
| Источник                          | Оценка          |
| --------------------------------- | --------------- |
| Allmusic                          | [ 1 ]           |
| The Encyclopedia of Popular Music | [ 2 ]           |

Club Bowie — сборник британского рок-музыканта Дэвида Боуи, выпущенный в 2003 году. Он включает в себя уже выпускавшиеся клубные миксы различных хитов музыканта, несмотря на заявление на обложке о «редких и неиздававшихся ранее» записях.

## Список композиций
1. «Loving the Alien» — (The Scumfrog vs. David Bowie) (Дэвид Боуи) — 8:21
2. «Let’s Dance» — (Trifactor vs. Deeper Substance remix) (Боуи) — 11:02
3. «Just for One Day» («„Heroes“») — (David Guetta vs. Bowie) (Боуи, Брайан Ино, Давид Гетта) — 6:37
4. «This Is Not America» — (The Scumfrog vs. David Bowie) (Боуи, Лайл Мэйс, Пат Метени) — 9:12
5. «Shout» («Fashion») — (Solaris vs. Bowie) (Боуи) — 8:02
6. «China Girl» — (Riff & Vox Club mix) (Боуи, Игги Поп) — 7:08
7. «Magic Dance» (Danny S Magic Party remix) (Боуи) — 7:39
8. «Let’s Dance» — (Club Bolly extended mix) (Боуи, Анита Каур, Навин Кумар Сингх) — 7:56
9. «Let’s Dance» — (Club Bolly mix) (Video) (Боуи, Каур, Сингх) — 3:52
  - Enhanced Video

## Участники записи
- Тим Биннс – координатор проекта
- Карен Кай – режиссер видео
- Deeper Substance – ремикширование
- Бен Гэлвин — ремикширование
- Шон Леттс — ремикширование
- The Scumfrog[англ.] – ремикширование
- Дэниел Шепард – программирование, продюсирование
- Кельвин Сингх — ремикширование
- Solaris — продюсирование, ремикширование
- Trifactor – ремикширование
- Генри Ренн Мелек – координатор проекта